# Günther Rohr
Günther Rohr (Tarnowitz, 3 luglio 1893 – Düsseldorf, 16 agosto 1966) è stato un generale tedesco della Wehrmacht durante la seconda guerra mondiale.

## Biografia
Nato a Tarnowitz (odierna Tarnowskie Góry), in Slesia, nel 1893, Rohr entrò nell'esercito imperiale tedesco nel 1912 ed ottenne il brevetto di tenente il 22 marzo 1914, grado col quale prese parte alla prima guerra mondiale. Il 1º febbraio del 1923, venendo integrato nell'esercito della Repubblica di Weimar, venne promosso Oberleutnant ed il 1º marzo 1928 ottenne il grado di capitano.
Maggiore dal 1º gennaio 1935, il 1º aprile 1939 ottenne il comando del 53º reggimento di fanteria ed il 1º ottobre 1940 ottenne il grado di colonnello, dopo essere assegnato il 1º agosto di quello stesso anno a Saarbrücken. Ottenne quijndii l comando del 37º reggimento di fanteria (1º agosto 1941), venendo poi posto momentaneamente in riserva dal 1º ottobre 1942 al 1º gennaio 1943, data alla quale ottenne il comando del 6º reggimento di fanteria. Il 1º marzo 1943 ottenne il comando della scuola militare dell'8ª armata tedesca, mentre il 1º maggio di quello stesso anno gli venne affidata la guida del 39º reggimento di fanteria.
Il 1º aprile 1944 venne promosso al grado di maggiore generale ed inviato quale comandante delle forze tedesche nell'Ucraina settentrionale ove rimase sino al 1º ottobre, quando venne richiamato a sud di Varsavia. Un mese dopo ottenne il comando della 12ª Volks-Grenadier-Division e dal 1º dicembre ottenne il comando della fortezza di Libau ove rimase sino al termine del secondo conflitto mondiale.